# Saelices

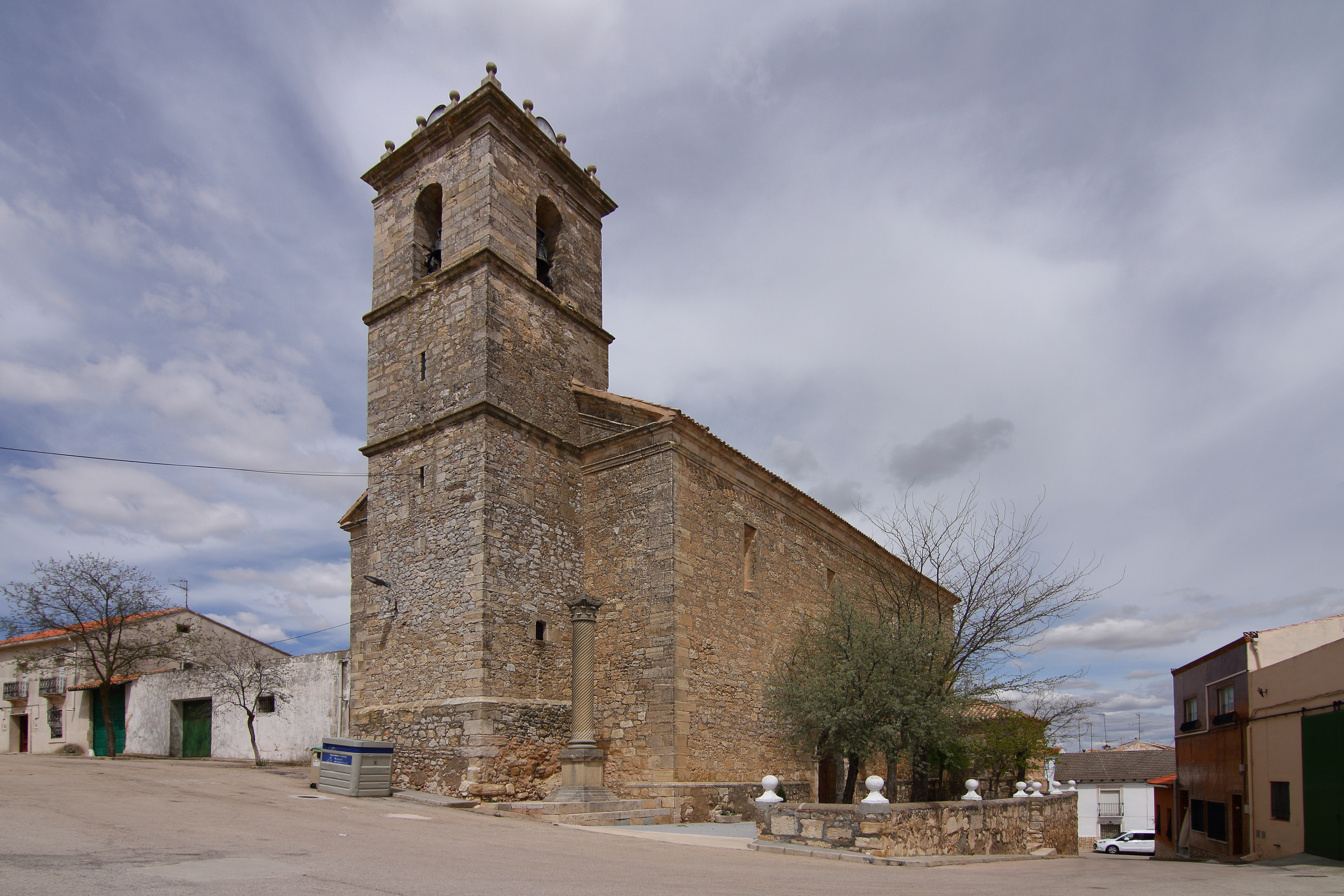
Saelices – Iglesia San Pedro Apóstol

Saelices ist ein Ort und eine Gemeinde (municipio) mit 464 Einwohnern (Stand: 2024) in der spanischen Provinz Cuenca in der Autonomen Gemeinschaft Kastilien-La Mancha. In der Nähe des Ortes liegt die Ausgrabungsstätte der antiken Stadt Segobriga.

## Lage und Klima
Der Ort Saelices liegt in den Bergen knapp 75 km (Fahrtstrecke) südwestlich von Cuenca bzw. ca. 100 km südöstlich von Madrid in einer Höhe von ca. 927 m. Aufgrund der Höhenlage ist das Klima eher gemäßigt bis kühl und vergleichsweise regenreich.

## Bevölkerungsentwicklung
| Jahr      | 1857 | 1900 | 1950 | 2000 | 2021 |
| Einwohner | 1875 | 1408 | 1953 | 672  | 459  |

Die Mechanisierung der Landwirtschaft und die Aufgabe bäuerlicher Kleinbetriebe („Höfesterben“) haben seit der zweiten Hälfte des 20. Jahrhunderts zur Arbeitslosigkeit und Abwanderung der meisten Einwohner geführt („Landflucht“).

## Wirtschaft
In früheren Zeiten lebten die Einwohner als Selbstversorger von der Landwirtschaft (Ackerbau und Viehzucht); diese Situation änderte sich erst nach dem Bau einer Straße von Madrid nach Albacete. Heute verfügt der Ort über eine Abfahrt an der Autovía A-3. Seit den 1970er Jahren ist der innerspanische Tourismus in Form der Vermietung von Ferienhäusern (casas rurales) als Einnahmequelle hinzugekommen.

## Geschichte
Über die Geschichte des ehemals abgelegenen Bergdorfs ist so gut wie nichts bekannt. Man nimmt an, dass die in der Nähe gelegene alte Römerstadt Segobriga bis zu ihrer Rückeroberung (reconquista) im Jahr 1174 von Mauren besiedelt war und die Christen in der Zeit der Wiederbesiedlung (repoblación) einen neuen Ort gründeten. Die gesamte Gegend wurde dem Santiagoorden übergeben, der seinen regionalen Hauptsitz in der Burg von Uclés hatte.

## Sehenswürdigkeiten
- Die – trotz ihres Bruchsteinmauerwerks – erst im 16./17. Jahrhundert erbaute Iglesia San Pedro Apóstol ist dem Apostel Petrus geweiht; nur die Ecksteine und das Obergeschoss des Glockenturms (campanario) bestehen aus exakt behauenen Werksteinen. Das Kirchenschiff ist mit Seitenaltären versehen; in der Apsis findet sich ein repräsentatives barockes Altarretabel.

Umgebung
- Die Ruinen der etwa 5 km in südöstlicher Richtung entfernt liegenden Burg (castillo) sind einen Ausflug wert.[4]
- Die bedeutende Klosterfestung von Uclés liegt etwa 10 km nordwestlich.[5]